# Календарный год
Календарный год начинается в Новый год календарной системы и заканчивается за день до следующего Нового года и, таким образом, состоит из целого числа дней. Год также можно измерить, начиная с любого дня календаря и заканчивая днем до этого дня в следующем году, но это можно назвать «временем года», а не «календарным годом». Чтобы согласовать календарный год с астрономическим циклом (который имеет дробное число дней), определённые годы содержат дополнительные дни («високосные дни»).
Григорианский год, который используется в большинстве стран мира, начинается 1 января и заканчивается 31 декабря. Он имеет продолжительность 365 дней в обычном году, с 8760 часами, 525 600 минутами или 31 536 000 секундами; и 366 дней в високосном году, с 8784 часами, 527 040 минутами или 31 622 400 секундами. При 97 високосных годах каждые 400 лет средняя продолжительность года составляет 365,2425 дней. Другие календари могут иметь продолжительность, не соответствующую солнечному циклу: например, юлианский календарь имеет среднюю продолжительность 365,25 дня, а еврейский календарь — 365,2468 дня. Исламский календарь — это лунный календарь, состоящий из 12 месяцев в году из 354 или 355 дней.
Средний тропический год, который усредняется по равноденствиям и солнцестояниям, в настоящее время составляет 365,24219 дней, что немного меньше средней продолжительности года в большинстве календарей, но это значение меняется со временем, поэтому предложенная Джоном Гершелем поправка к григорианскому календарю может стать ненужной к 4000 году.

## Структура календарного года
Календарный год можно разделить на четыре квартала. В григорианском календаре:
- первый квартал: 1 января — 31 марта (90 дней или 91 день в високосные годы),
- второй квартал: 1 апреля — 30 июня (91 день),
- третий квартал: 1 июля — 30 сентября (92 дня),
- четвёртый квартал: 1 октября — 31 декабря (92 дня).

В китайском календаре кварталы традиционно связаны с 4 сезонами года:
- весна: с 1 по 3 месяц,
- лето: с 4 по 6 месяц,
- осень: с 7 по 9 месяц,
- зима: с 10 по 12 месяц.